# Сен-Мер-ла-Брёй
Сен-Мер-ла-Брёй (фр. Saint-Merd-la-Breuille) — коммуна во Франции, находится в регионе Лимузен. Департамент коммуны — Крёз. Входит в состав кантона Ла-Куртин. Округ коммуны — Обюссон.
Код INSEE коммуны — 23221.

## Население
Население коммуны на 2010 год составляло 204 человека.
| 1962 | 1968 | 1975 | 1982 | 1990 | 1999 | 2010 |
| ---- | ---- | ---- | ---- | ---- | ---- | ---- |
| 461  | 416  | 330  | 271  | 238  | 238  | 204  |

## Экономика
В 2010 году среди 105 человек трудоспособного возраста (15—64 лет) 76 были экономически активными, 29 — неактивными (показатель активности — 72,4 %, в 1999 году было 68,2 %). Из 76 активных жителей работали 71 человек (44 мужчины и 27 женщин), безработных было 5 (2 мужчин и 3 женщины). Среди 29 неактивных 4 человека были учениками или студентами, 17 — пенсионерами, 8 были неактивными по другим причинам.